# Talsperre Roxo
Die Talsperre Roxo (portugiesisch Barragem do Roxo) liegt in der Region Alentejo Portugals im Distrikt Beja. Sie staut den Roxo zu einem Stausee (port. Albufeira da Barragem do Roxo) auf. Die Gemeinde Ervidel befindet sich ungefähr drei Kilometer nördlich der Talsperre, die Kleinstadt Aljustrel liegt ungefähr acht Kilometer südwestlich.
Mit dem Projekt zur Errichtung der Talsperre wurde im Jahre 1958 begonnen. Der Bau wurde 1967 fertiggestellt. Die Talsperre dient neben der Bewässerung auch der Trinkwasserversorgung. Sie ist im Besitz der Associação de Beneficiários do Roxo.

## Absperrbauwerk
Das Absperrbauwerk besteht aus einem Staudamm auf der rechten sowie einer Pfeilerstaumauer aus Beton auf der linken Seite. Die Höhe des Bauwerks beträgt 49 m über der Gründungssohle (34 m über dem Flussbett). Die Bauwerkskrone liegt auf einer Höhe von 139,5 m über dem Meeresspiegel. Die Länge der Bauwerkskrone beträgt 847 m und ihre Breite 5,5 m. Das Volumen des Staudamms beträgt 364.000 m³, das Volumen der Staumauer 106.000 m³.
Die Staumauer verfügt sowohl über einen Grundablass als auch über eine Hochwasserentlastung. Über den Grundablass können maximal 47 m³/s abgeleitet werden, über die Hochwasserentlastung maximal 64 m³/s. Das Bemessungshochwasser liegt bei 700 m³/s; die Wahrscheinlichkeit für das Auftreten dieses Ereignisses wurde mit einmal in 1.000 Jahren bestimmt.

## Stausee
Beim normalen Stauziel von 136 m (maximal 137 m bei Hochwasser) erstreckt sich der Stausee über eine Fläche von rund 13,78 km² und fasst 96,311 Mio. m³ Wasser – davon können 89,511 (bzw. 85,511) Mio. m³ genutzt werden. Das minimale Stauziel liegt bei 124,5 m.